# Canton de Montsauche-les-Settons
Le canton de Montsauche-les-Settons est une ancienne division administrative française située dans le département de la Nièvre et la région Bourgogne.

## Géographie
Ce canton est organisé autour de Montsauche-les-Settons et est l'un des 6 cantons de l'arrondissement de Château-Chinon (Ville). Son altitude varie de 277 m (Chaumard) à 726 m (Planchez).

## Représentation

### Conseillers généraux de 1833 à 2015
| Période                                  | Période          | Identité                                 | Étiquette             | Qualité |
| ---------------------------------------- | ---------------- | ---------------------------------------- | --------------------- | --- |
| 1833                                     | 1842             | Henri Marie François Pernin (1780-1848)  |                       | Percepteur, propriétaire, maire d'Ouroux |
| 1842                                     | 1848             | Etienne Pelletier-Grandpré (1795-1861)   |                       | Maire de Moux puis de Montsauche, conseiller d'arrondissement |
| 1848                                     | 1871             | Eugène Pelletier de Chambure (1813-1897) |                       | Propriétaire du château de la Chaux à Alligny-en-Morvan |
| 1871                                     | 1880             | Octave Gautherin (1837-1906)             | Droite                | Procureur impérial puis avocat à Nevers |
| 1880                                     | 1886             | Narcisse-Augustin Dutray                 | Républicain           | Notaire à Montsauche |
| 1886                                     | 1892             | Charles Monot                            | Droite (Bonapartiste) | Médecin, maire de Moux-en-Morvan (1860-1870) maire de Montsauche (1875-1914), conseiller d'arrondissement |
| 1892                                     | 1904             | Alexis Guétrot                           | Rad.                  | Maire d'Ouroux-en-Morvan Président du Conseil Général |
| 1907                                     | 1911 (décès)     | Narcisse-Augustin Dutray                 | Républicain           | Notaire - Maire de Montsauche |
| 1911                                     | 1922             | Jean Émile Marchand                      | Rad.                  | Propriétaire, maire de Gouloux, conseiller d'arrondissement |
| 1922                                     | 1940             | Pierre Bobin (1871-1940)                 | PRS puis SFIO         | Négociant, maire de Moux-en-Morvan |
|                                          |                  |                                          |                       | |
| 1945                                     | 1949             | Jules Bigot (1886-1976)                  | PCF                   | Commis des PTT, ancien résistant Maire de Montsauche |
| 1949                                     | 1981 (démission) | François Mitterrand                      | UDSR puis CIR puis PS | Avocat Conseiller municipal de Nevers (1947-1953) Maire de Château-Chinon (Ville) de 1959 à 1981 Sénateur de 1959 à 1962 Député de 1962 à 1981 Président du conseil général de 1964 à 1981 Élu Président de la République le 10 mai 1981 |
| 1981                                     | 1985             | Thérèse Thuillier                        | PS                    | Maire de Saizy |
| 1985                                     | 1992             | Lionel Thénault                          | DVD-UMP               | Médecin généraliste Maire de Montsauche-les-Settons |
| 1992                                     | 2015             | Patrice Joly                             | PS                    | Magistrat Maire d'Ouroux-en-Morvan jusqu'en 2011 Président du conseil général depuis 2011 Président du parc naturel régional du Morvan depuis 2010 Elu en 2015 dans le Canton de Château-Chinon                                          |
| Les données manquantes sont à compléter. |                  |                                          |                       | |

### Conseillers d'arrondissement (de 1833 à 1940)
Le canton de Montsauche avait deux conseillers d'arrondissement.
| Période                                  | Période      | Identité                           | Étiquette         | Qualité |
| ---------------------------------------- | ------------ | ---------------------------------- | ----------------- | --- |
| 1833                                     | 1842         | Claude Pierre Collenot (1785-1857) |                   | Notaire à Moux                                                                                              |
| 1833                                     | 1839         | Lazare Perreau                     |                   | Propriétaire à La Grange Vermoy, adjoint au maire de Planchez                                               |
| 1842                                     | 1845         | Antoine Robert                     |                   | Propriétaire à Montsauche                                                                                   |
| 1845                                     | 1848         | Jean Guillaume Finot               |                   | Médecin à Montsauche                                                                                        |
| 1839                                     | 1842         | Étienne Pelletier-Grandpré         |                   | Maire de Montsauche                                                                                         |
|                                          |              |                                    |                   | |
| av.1883                                  | 1895         | Émile Cottin (1833-1901)           | Conservateur      | Maire d'Ouroux-en-Morvan                                                                                    |
| 1883                                     | 1886         | Charles Monot                      | Bonapartiste      | Médecin, maire de Montsauche                                                                                |
| 1886                                     | 1895         | Jean Claude Cortet                 | Conservateur      | Négociant, propriétaire à Alligny-en-Morvan                                                                 |
| 1895                                     | 1907         | Henri Bonnard                      | Radical           | Rentier à Nevers                                                                                            |
| 1895                                     | 1907         | Narcisse Dutray                    | Radical           | Notaireà Montsauche                                                                                         |
| 1907                                     | 1911         | Jean Émile Marchand                | Radical           | Maire de Gouloux                                                                                            |
| 1907                                     | 1911 (décès) | Claude Nicolas Caillot (1864-1911) | Radical           | Agriculteur, maire d'Alligny-en-Morvan                                                                      |
| 1911                                     | 1919         | Claude Malleret                    | Radical           | Notaire, adjoint au maire d'Ouroux-en-Morvan                                                                |
| 1911                                     | 1919         | Pierre Bobin                       | Radical           | Maire de Moux                                                                                               |
| 1919                                     | 1925         | Lazare Zelverte                    | Radical           | Charron, propriétaire exploitant à Ruisseau-Morin, Planchez                                                 |
| 1919                                     | 1931         | Auguste Étienne Pernet             | Radical           | Agent voyer, maire de Montsauche, Président du Conseil d'arrondissement                                     |
| 1925                                     | 1940         | Pierre Maître (1869-1943)          | Radical puis SFIO | Négociant en vins, maire d'Ouroux                                                                           |
| 1937                                     | 1940         | Octave Espérin (1887-1940)         | SFIO              | Cultivateur à Gouloux puis marchand de vins et maire d'Alligny-en-Morvan (1922-1940)                        |
| 1940                                     |              |                                    |                   | Les conseils d'arrondissement ont été suspendus par la loi du 12 octobre 1940 et n'ont jamais été réactivés |
| Les données manquantes sont à compléter. |              |                                    |                   | |

## Composition
Le canton de Montsauche-les-Settons groupait 10 communes et comptait 3 838 habitants (population municipale de 2006).
| Communes               | Population (2012) | Code postal | Code Insee |
| ---------------------- | ----------------- | ----------- | ---------- |
| Alligny-en-Morvan      | 639               | 58230       | 58003      |
| Chaumard               | 227               | 58120       | 58068      |
| Gien-sur-Cure          | 111               | 58230       | 58125      |
| Gouloux                | 209               | 58230       | 58129      |
| Montsauche-les-Settons | 559               | 58230       | 58180      |
| Moux-en-Morvan         | 629               | 58230       | 58185      |
| Ouroux-en-Morvan       | 666               | 58230       | 58205      |
| Planchez               | 362               | 58230       | 58210      |
| Saint-Agnan            | 159               | 58230       | 58226      |
| Saint-Brisson          | 277               | 58230       | 58235      |

## Démographie
| 1962  | 1968  | 1975  | 1982  | 1990  | 1999  | 2006  | 2009 |
| ----- | ----- | ----- | ----- | ----- | ----- | ----- | ---- |
| 4 975 | 5 468 | 4 947 | 4 595 | 4 367 | 3 879 | 3 838 | -    |

Histogramme de l'évolution démographique depuis 1962 :